# Crai Nou (ziar)
Crai Nou este un ziar regional independent din județul Suceava, Bucovina, România. Cotidian a apărut în peisajul media românesc în decembrie 1989, luând locul fostului cotidian „Zori noi”.

## Caracteristici
- 6 apariții săptămânale (luni-sâmbătă);
- 16 pagini, în policromie (paginile 1, 8, 9, 16);
- tipar offset;
- Tiraj - aproximativ 7.500 exemplare (distribuite în toate localitățile județului Suceava);
- Oglinda publicației - 39/28,3 cm (înălțime/lățime) = 1103,7 cmp;
- Format - 42/31,5; tabloid.